# Chaumont-sur-Tharonne
Pour les articles homonymes, voir Chaumont.
Chaumont-sur-Tharonne est une commune française située dans le département de Loir-et-Cher en région Centre-Val de Loire. Elle fait partie du Canton de la Sologne (anciennement canton de Lamotte-Beuvron).
Localisée à l'est du département, la commune fait partie de la petite région agricole « la Grande Sologne », vaste étendue de bois et de prés aux récoltes médiocres. Avec une superficie de 7 833 ha en 2017, la commune fait partie des 6 communes les plus étendues du département.
L'occupation des sols est marquée par l'importance des espaces agricoles et naturels qui occupent la quasi-totalité du territoire communal. Plusieurs espaces naturels d'intérêt sont présents dans la commune : un site natura 2000 et cinq zones naturelles d'intérêt écologique, faunistique et floristique (ZNIEFF). En 2010, l'orientation technico-économique de l'agriculture dans la commune est la culture des céréales et des oléoprotéagineux. Reflétant la tendance générale dans le département, qui a perdu un quart de ses exploitations agricoles en une décennie, le nombre d’exploitations agricoles locales a diminué de manière significative, passant de 27 en 1988 à seulement 9 en 2000, un chiffre qui est resté inchangé en 2010.
Le patrimoine architectural de la commune comprend deux bâtiments portés à l'inventaire des monuments historiques : le château de la Motte, inscrit en 2000, et l'église Saint-Étienne de Chaumont-sur-Tharonne, inscrite en 1992.

## Géographie

### Localisation et communes limitrophes
La commune de Chaumont-sur-Tharonne se trouve à l'est du département de Loir-et-Cher, dans la petite région agricole de la Grande Sologne,. À vol d'oiseau, elle se situe à 43,3 km  de Blois, préfecture du département, à 30,4 km de Romorantin-Lanthenay, sous-préfecture, et à 23,7 km de Salbris, chef-lieu du canton de la Sologne dont dépend la commune depuis 2015. La commune fait en outre partie du bassin de vie de Lamotte-Beuvron.
Les communes les plus proches sont :
Yvoy-le-Marron (4,5 km), La Ferté-Beauharnais (8,8 km), Lamotte-Beuvron (9,2 km), La Marolle-en-Sologne (9,9 km), Saint-Viâtre (10,1 km), Villeny (11,3 km), Neung-sur-Beuvron (11,4 km), Vouzon (12 km) et La Ferté-Saint-Aubin (12,1 km, 45).
| Yvoy-le-Marron    | La Ferté-Saint-Aubin  | Vouzon            |
|                   | Chaumont-sur-Tharonne | Lamotte-Beuvron   |
| Neung-sur-Beuvron | Saint-Viâtre          | Nouan-le-Fuzelier |

### Hydrographie

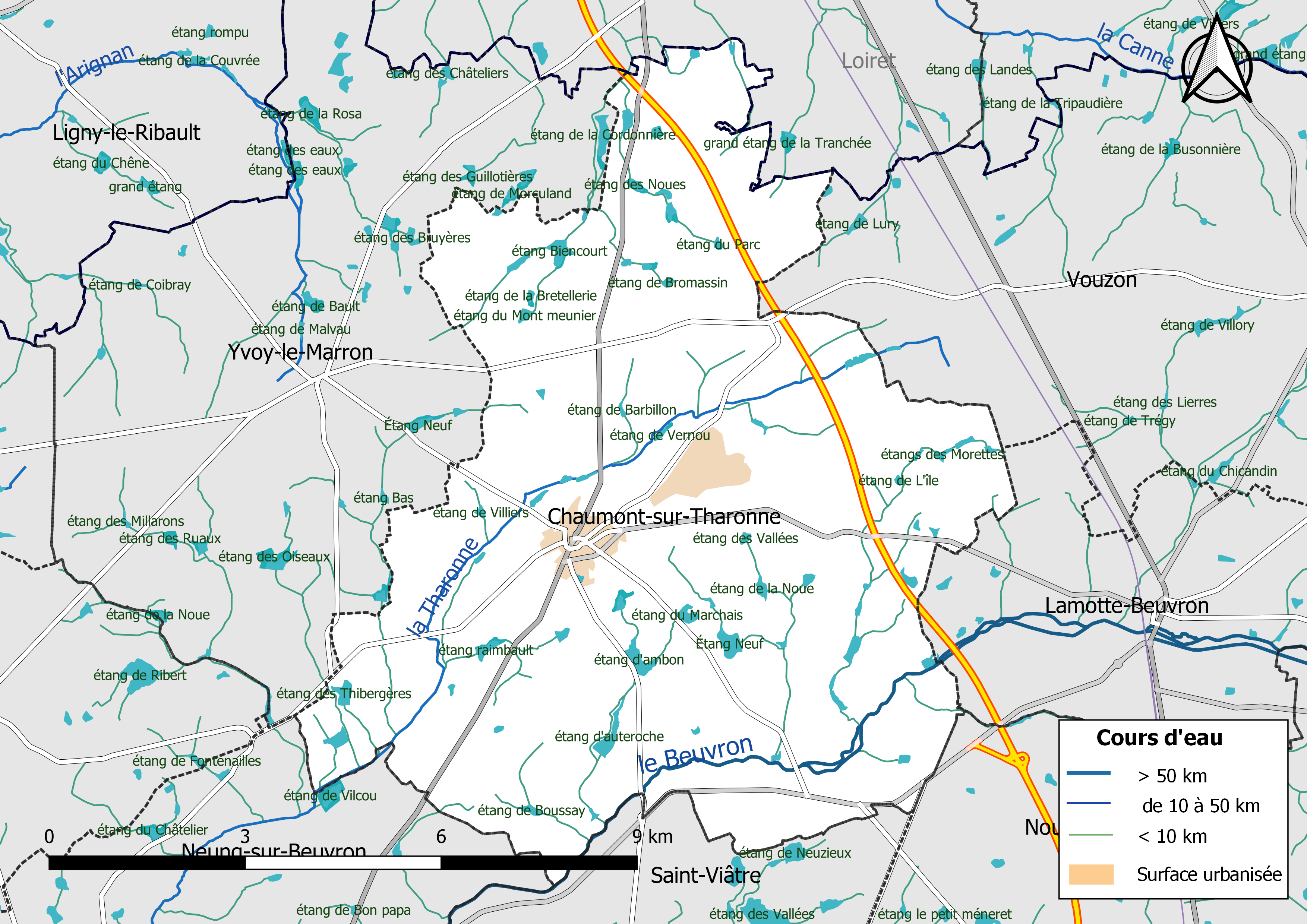
Réseau hydrographique de Chaumont-sur-Tharonne.

La commune est drainée par le Beuvron (6,642 km), la Tharonne (12,053 km) et par divers petits cours d'eau, constituant un réseau hydrographique de 81,36 km de longueur totale.
Le Beuvron, d'une longueur totale de 115,2 km, prend sa source dans la commune de Coullons, dans le Loiret et se jette dans la Loire à Candé-sur-Beuvron, après avoir traversé 29 communes. Sur le plan piscicole, ce cours d'eau est classé en deuxième catégorie, où le peuplement piscicole dominant est constitué de poissons blancs (cyprinidés) et de carnassiers (brochet, sandre et perche).

### Climat
Pour des articles plus généraux, voir Climat du Centre-Val de Loire et Climat de Loir-et-Cher.
En 2010, le climat de la commune est de type climat océanique dégradé des plaines du Centre et du Nord, selon une étude du CNRS s'appuyant sur une série de données couvrant la période 1971-2000. En 2020, Météo-France publie une typologie des climats de la France métropolitaine dans laquelle la commune est exposée à un climat océanique altéré et est dans la région climatique Moyenne vallée de la Loire, caractérisée par une bonne insolation (1 850 h/an) et un été peu pluvieux.
Pour la période 1971-2000, la température annuelle moyenne est de 11,3 °C, avec une amplitude thermique annuelle de 15,6 °C. Le cumul annuel moyen de précipitations est de 730 mm, avec 10,6 jours de précipitations en janvier et 7,1 jours en juillet. Pour la période 1991-2020, la température moyenne annuelle observée sur la station météorologique de Météo-France la plus proche, dans la commune de Lamotte-Beuvron à 9 km à vol d'oiseau, est de 11,8 °C et le cumul annuel moyen de précipitations est de 768,2 mm,. Pour l'avenir, les paramètres climatiques de la commune estimés pour 2050 selon différents scénarios d'émission de gaz à effet de serre sont consultables sur un site dédié publié par Météo-France en novembre 2022.

### Milieux naturels et biodiversité

#### Sites Natura 2000
Le réseau Natura 2000 est un réseau écologique européen de sites naturels d'intérêt écologique élaboré à partir des Directives « Habitats » et « Oiseaux ». Ce réseau est constitué de Zones spéciales de conservation (ZSC) et de Zones de protection spéciale (ZPS). Dans les zones de ce réseau, les États membres s'engagent à maintenir dans un état de conservation favorable les types d'habitats et d'espèces concernés, par le biais de mesures réglementaires, administratives ou contractuelles. L'objectif est de promouvoir une gestion adaptée des habitats tout en tenant compte des exigences économiques, sociales et culturelles, ainsi que des particularités régionales et locales de chaque État membre. Les activités humaines ne sont pas interdites, dès lors que celles-ci ne remettent pas en cause significativement l'état de conservation favorable des habitats et des espèces concernés. Une partie du territoire communal est incluse dans le site Natura 2000 :
la « Sologne », d'une superficie de 346 184 ha.

#### Zones naturelles d'intérêt écologique, faunistique et floristique
L'inventaire des zones naturelles d'intérêt écologique, faunistique et floristique (ZNIEFF) a pour objectif de réaliser une couverture des zones les plus intéressantes sur le plan écologique, essentiellement dans la perspective d'améliorer la connaissance du patrimoine naturel national et de fournir aux différents décideurs un outil d'aide à la prise en compte de l'environnement dans l'aménagement du territoire. Le territoire communal de Chaumont-sur-Tharonne comprend cinq ZNIEFF :
- l'« Étang de la Motte des Aunaies » (3,5 ha)[22] ;
- l'« Étang de Vilcou » (33,88 ha)[23] ;
- les « Étang et marais des Vallées » (5,29 ha)[24] ;
- les « Landes humides de la Rougellerie » (4,13 ha)[25] ;
- l'« Étang Neuf à Chaumont-Sur-Tharonne » (5,22 ha)[26].

## Urbanisme

### Typologie
Au 1er janvier 2024, Chaumont-sur-Tharonne est catégorisée bourg rural, selon la nouvelle grille communale de densité à sept niveaux définie par l'Insee en 2022.
Elle est située hors unité urbaine. Par ailleurs la commune fait partie de l'aire d'attraction d'Orléans, dont elle est une commune de la couronne,. Cette aire, qui regroupe 136 communes, est catégorisée dans les aires de 200 000 à moins de 700 000 habitants,.

### Transports
La ligne TER Centre-Val de Loire (Romorantin-Lanthenay - Lamotte-Beuvron) et la ligne no 2 (Blois / Chambord / Lamotte-Beuvron) du réseau TLC, desservent le village.

### Occupation des sols
L'occupation des sols est marquée par l'importance des espaces agricoles et naturels (96,8 %). La répartition détaillée ressortant de la base de données européenne d'occupation biophysique des sols Corine Land Cover millésimée 2012 est la suivante :
terres arables (11,6 %),
cultures permanentes (0,6 %),
zones agricoles hétérogènes (15,4 %),
prairies (3,5 %),
forêts (65,2 %),
milieux à végétation arbustive ou herbacée (0,7 %),
zones urbanisées (1 %),
espaces verts artificialisés non agricoles (0,5 %),
zones industrielles et commerciales et réseaux de communication (1,7 %),
eaux continentales (0,5 %).
L'agriculture façonne le territoire. Elle permet de maîtriser l'évolution des paysages mais engendre aussi des conflits d'usage à proximité des zones habitées. À l'échelle de l'unité géographique Plateau de Beauce, qui regroupe sept communes, dont Villefrancœur, la consommation d'espaces agricoles et naturels entre 2002 et 2015 pour répondre aux besoins de développement a été relativement faible, 81,5 % des aménagements (logements, équipements, entreprises) ont été réalisés sur de nouveaux terrains, soit 36,2 hectares.

### Planification
La loi SRU du 13 décembre 2000 a incité fortement les communes à se regrouper au sein d'un établissement public, pour déterminer les partis d'aménagement de l'espace au sein d'un SCoT, un document essentiel d'orientation stratégique des politiques publiques à une grande échelle. La commune est dans le territoire du SCOT de Grande Sologne, prescrit en juillet 2015.
En matière de planification, la commune disposait en 2017 d'un plan local d'urbanisme approuvé. Par ailleurs, à la suite de la loi ALUR (loi pour l'accès au logement et un urbanisme rénové) de mars 2014, un plan local d'urbanisme intercommunal couvrant le territoire de la Communauté de communes Cœur de Sologne a été prescrit le 3 décembre 2015.

### Habitat et logement
Le tableau ci-dessous présente la typologie des logements à Chaumont-sur-Tharonne en 2016 en comparaison avec celle du Loir-et-Cher et de la France entière. Une caractéristique marquante du parc de logements est ainsi une proportion de résidences secondaires et logements occasionnels (61,1 %) supérieure à celle du département (18 %) et à celle de la France entière (9,6 %). Concernant le statut d'occupation de ces logements, 73,3 % des habitants de la commune sont propriétaires de leur logement (73,1 % en 2011), contre 68,1 % pour le Loir-et-Cher et 57,6 pour la France entière.
|                                                         | Chaumont-sur-Tharonne | Loir-et-Cher | France entière |
| ------------------------------------------------------- | --------------------- | ------------ | -------------- |
| Résidences principales (en %)                           | 33,3                  | 74,5         | 82,3           |
| Résidences secondaires et logements occasionnels (en %) | 61,1                  | 18           | 9,6            |
| Logements vacants (en %)                                | 5,6                   | 7,5          | 8,1            |

### Risques majeurs
Le territoire communal de Chaumont-sur-Tharonne est vulnérable à différents aléas naturels : inondations (par débordement du Beuvron), climatiques (hiver exceptionnel ou canicule), feux de forêts, mouvements de terrains ou sismique (sismicité très faible).
Il est également exposé à un risque technologique : le transport de matières dangereuses,.

#### Risques naturels

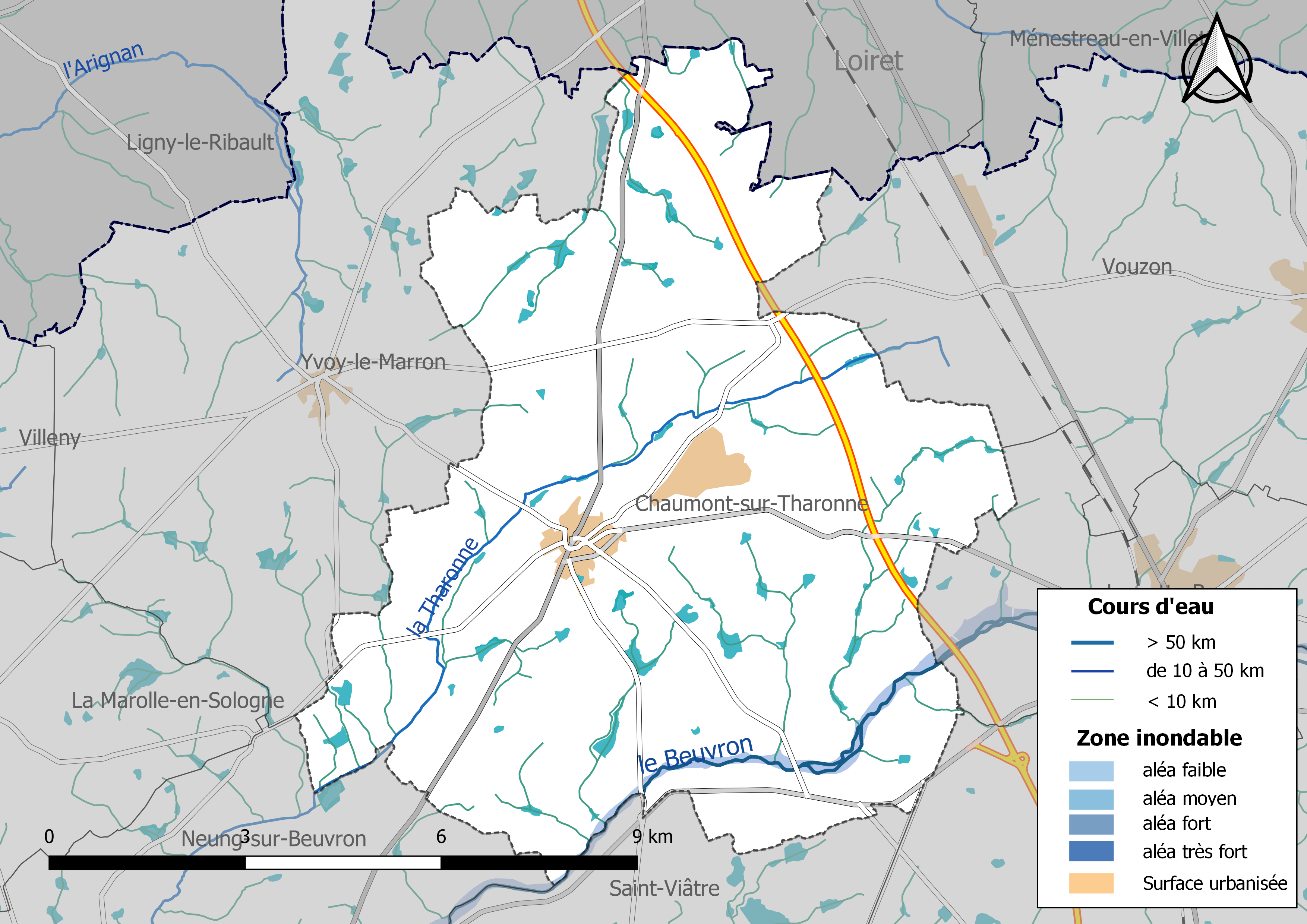
Zones inondables de la commune de Chaumont-sur-Tharonne.

Les mouvements de terrains susceptibles de se produire dans la commune sont liés au retrait-gonflement des argiles. Le phénomène de retrait-gonflement des argiles est la conséquence d'un changement d'humidité des sols argileux. Les argiles sont capables de fixer l'eau disponible mais aussi de la perdre en se rétractant en cas de sécheresse. Ce phénomène peut provoquer des dégâts très importants sur les constructions (fissures, déformations des ouvertures) pouvant rendre inhabitables certains locaux. La carte de zonage de cet aléa peut être consultée sur le site de l'observatoire national des risques naturels Georisques.
Un atlas des zones inondables du Beuvron est établi en décembre 2003. Les crues historiques du Beuvron sont celles de 1856, de 1910 et de 1936-1937. Le débit de la crue de référence varie ainsi entre 60 et 160 m3/s selon les sections.

#### Risques technologiques
Le risque de transport de marchandises dangereuses dans la commune est lié à sa traversée par une route à fort trafic et une ligne de chemin de fer. Un accident se produisant sur de telles infrastructures est en effet susceptible d'avoir des effets graves au bâti ou aux personnes jusqu'à 350 m, selon la nature du matériau transporté. Des dispositions d'urbanisme peuvent être préconisées en conséquence.

## Toponymie
Le toponyme « Chaumont » est un archétype d'ancien français fréquent en toponymie, issu de chau(x), chauve et de mont au sens de colline (latinisé sous la forme Calvo Mons ou Calvus Mons) et signifie « Mont Chauve » (c'est-à-dire sans végétation au sommet). Il s'agit d'un oppidum habité par les carnutes. La Tharonne est un cours d'eau dont le nom provient de la langue celte et signifie « rivière rapide » (onno = cours d'eau).

## Histoire
À la fin de l'Ancien Régime, Chaumont-sur-Tharonne appartenait à la généralité d'Orléans, à l'élection, subdélégation et grenier à sel de Beaugency. On y suivait la coutume d'Orléans au nord du Beuvron (enclave du bailliage de Beaugency), et celle de Blois au sud. Sur le plan religieux, la paroisse faisait partie du diocèse d'Orléans et de l'archidiaconé de Sologne.
À la Révolution, Chaumont-sur-Tharonne fut chef-lieu de canton. L'arrêté du 3 brumaire an XI (5 octobre 1802) supprime Chaumont comme chef-lieu de canton et lui substitue Lamotte-Beuvron.

## Politique et administration

### Découpage territorial
La commune de Chaumont-sur-Tharonne est membre de la Communauté de communes Cœur de Sologne, un établissement public de coopération intercommunale (EPCI) à fiscalité propre créé le 1er janvier 2006.
Elle est rattachée sur le plan administratif à l'arrondissement de Romorantin-Lanthenay, au département de Loir-et-Cher et à la région Centre-Val de Loire, en tant que circonscriptions administratives. Sur le plan électoral, elle est rattachée au canton de la Sologne depuis 2015 pour l'élection des conseillers départementaux et à la deuxième circonscription de Loir-et-Cher pour les élections législatives.

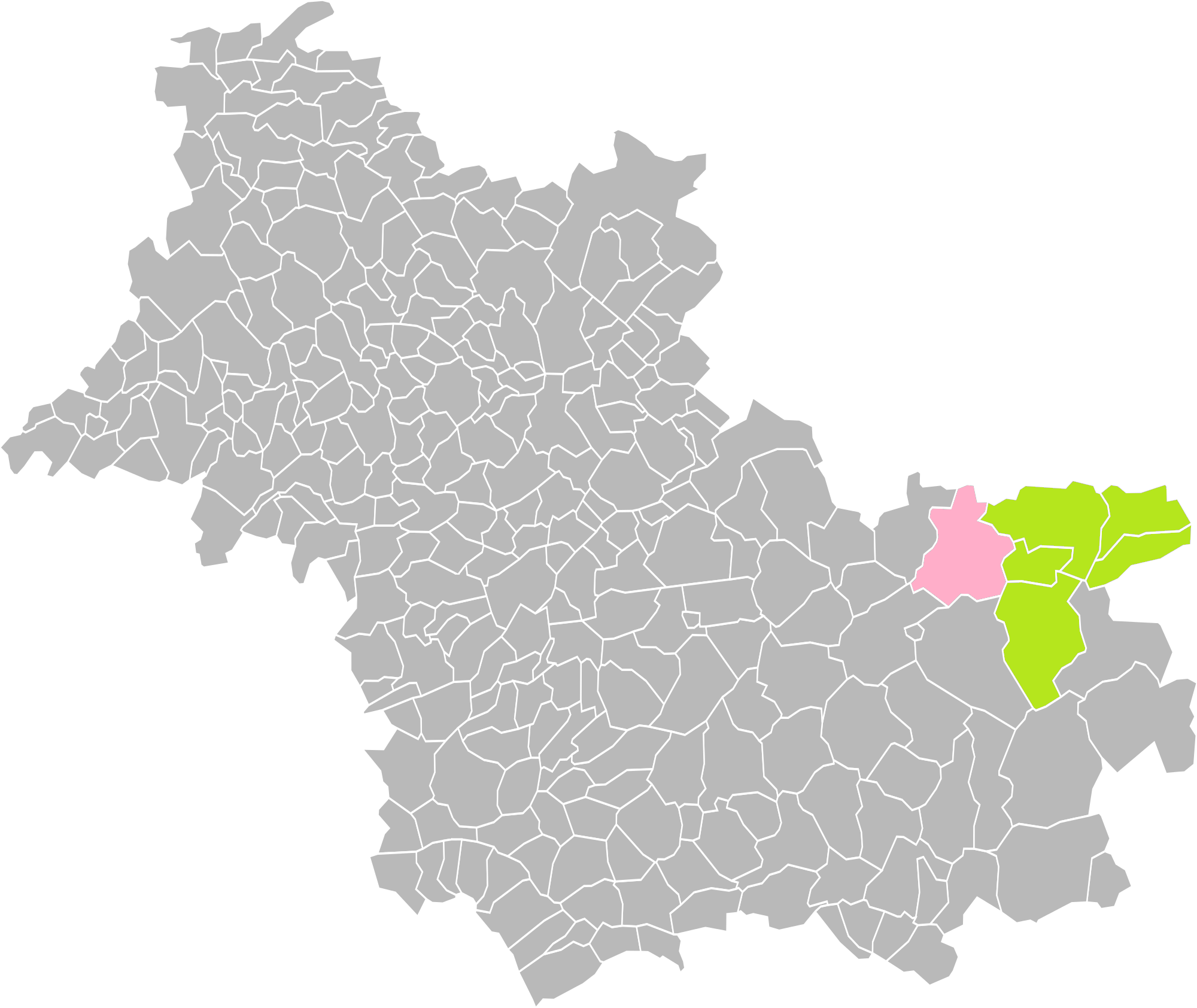
Chaumont-sur-Tharonne dans l'intercommunalité en 2016.
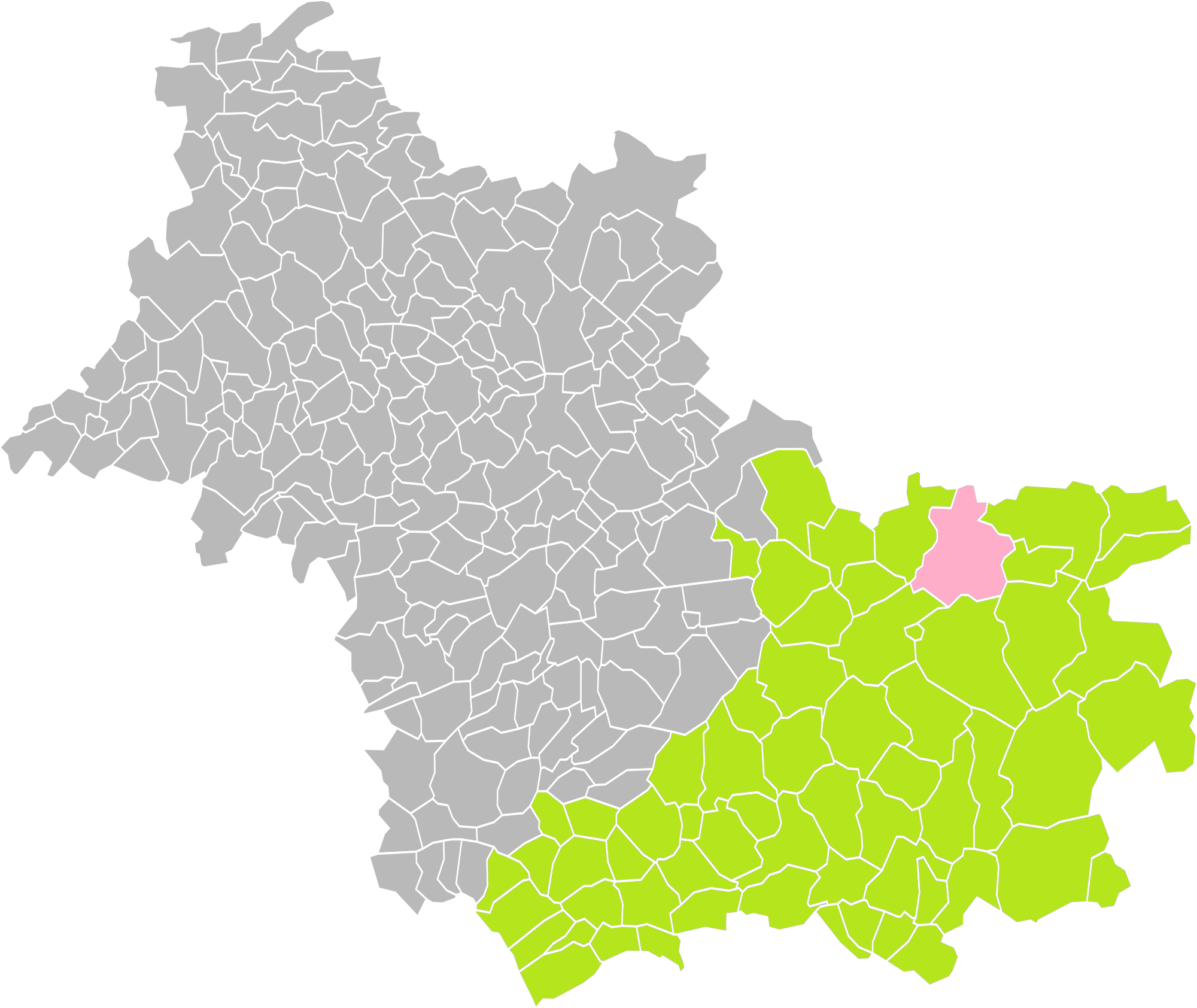
Chaumont-sur-Tharonne dans l'arrondissement de Romorantin-Lanthenay en 2016.
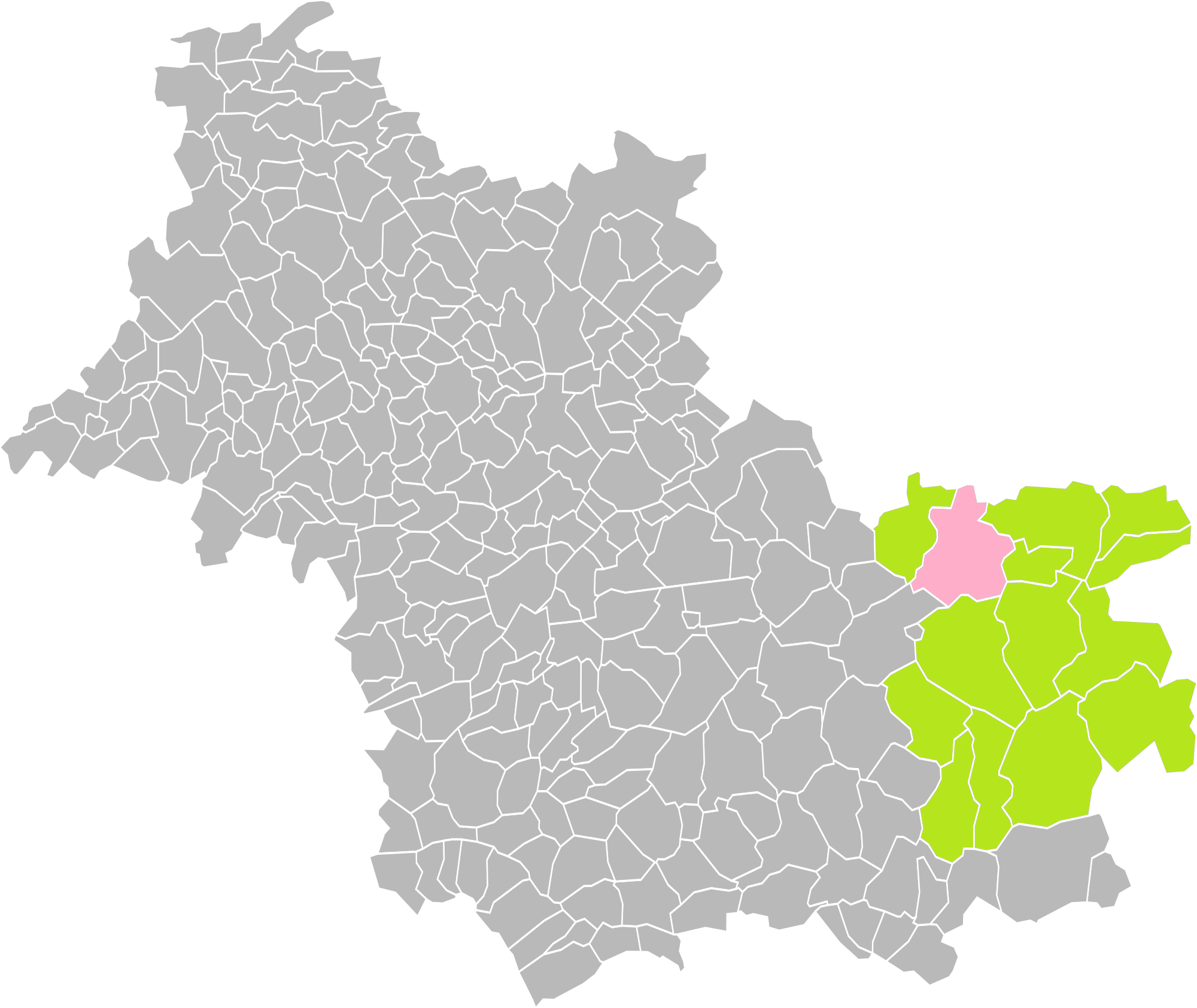
Chaumont-sur-Tharonne dans le canton de la Sologne en 2016.

### Politique et administration municipale

#### Conseil municipal et maire
Le conseil municipal de Chaumont-sur-Tharonne, commune de plus de 1 000 habitants, est élu au scrutin proportionnel plurinominal avec prime majoritaire. Compte tenu de la population communale, le nombre de sièges au conseil municipal est de 15. Le maire, à la fois agent de l'État et exécutif de la commune en tant que collectivité territoriale, est élu par le conseil municipal au scrutin secret lors de la première réunion du conseil suivant les élections municipales, pour un mandat de six ans, c'est-à-dire pour la durée du mandat du conseil.
| Période                                  | Période      | Identité                   | Étiquette | Qualité                                   |
| ---------------------------------------- | ------------ | -------------------------- | --------- | ----------------------------------------- |
| avant 1981                               | ?            | Henri Rhenter              |           |                                           |
| mars 1995                                | janvier 2006 | Michel Doliner             | UMP       |                                           |
| janvier 2006                             | mars 2008    | Guy Valdelièvre            |           |                                           |
| mars 2014                                | mai 2020     | Pascal Goubert de Cauville |           | Industriel, chef d'entreprise             |
| mai 2020                                 | En cours     | Laurent Auger,             |           | Chef d'entreprise de dix salariés ou plus |
| Les données manquantes sont à compléter. |              |                            |           |                                           |

## Population et société

### Démographie

#### Évolution démographique
L'évolution du nombre d'habitants est connue à travers les recensements de la population effectués dans la commune depuis 1793. Pour les communes de moins de 10 000 habitants, une enquête de recensement portant sur toute la population est réalisée tous les cinq ans, les populations de référence des années intermédiaires étant quant à elles estimées par interpolation ou extrapolation. Pour la commune, le premier recensement exhaustif entrant dans le cadre du nouveau dispositif a été réalisé en 2006.

En 2022, la commune comptait 1 045 habitants, en évolution de −2,79 % par rapport à 2016 (Loir-et-Cher : −1,15 %, France hors Mayotte : +2,11 %).
| 1793 | 1800 | 1806  | 1821  | 1831  | 1836  | 1841  | 1846  | 1851  |
| ---- | ---- | ----- | ----- | ----- | ----- | ----- | ----- | ----- |
| 822  | 864  | 1 004 | 1 075 | 1 197 | 1 208 | 1 211 | 1 267 | 1 275 |

| 1856  | 1861  | 1866  | 1872  | 1876  | 1881  | 1886  | 1891  | 1896  |
| ----- | ----- | ----- | ----- | ----- | ----- | ----- | ----- | ----- |
| 1 245 | 1 225 | 1 300 | 1 325 | 1 348 | 1 423 | 1 442 | 1 397 | 1 430 |

| 1901  | 1906  | 1911  | 1921  | 1926  | 1931  | 1936  | 1946  | 1954  |
| ----- | ----- | ----- | ----- | ----- | ----- | ----- | ----- | ----- |
| 1 446 | 1 483 | 1 444 | 1 254 | 1 268 | 1 213 | 1 047 | 1 004 | 1 023 |

| 1962 | 1968 | 1975 | 1982 | 1990 | 1999  | 2006  | 2011  | 2016  |
| ---- | ---- | ---- | ---- | ---- | ----- | ----- | ----- | ----- |
| 991  | 979  | 932  | 905  | 901  | 1 072 | 1 069 | 1 105 | 1 075 |

| 2021  | 2022  | - | - | - | - | - | - | - |
| ----- | ----- | - | - | - | - | - | - | - |
| 1 054 | 1 045 | - | - | - | - | - | - | - |

#### Pyramide des âges
La population de la commune est relativement jeune.
En 2018, le taux de personnes d'un âge inférieur à 30 ans s'élève à 31,7 %, soit au-dessus de la moyenne départementale (31,3 %). À l'inverse, le taux de personnes d'âge supérieur à 60 ans est de 28,8 % la même année, alors qu'il est de 31,6 % au niveau départemental.
En 2018, la commune comptait 533 hommes pour 543 femmes, soit un taux de 50,46 % de femmes, légèrement inférieur au taux départemental (51,45 %).
Les pyramides des âges de la commune et du département s'établissent comme suit.
| Hommes | Classe d’âge | Femmes |
| ------ | ------------ | ------ |
| 0,6    | 90 ou +      | 1,5    |
| 9,3    | 75-89 ans    | 10,6   |
| 17,2   | 60-74 ans    | 18,4   |
| 22,0   | 45-59 ans    | 21,5   |
| 18,5   | 30-44 ans    | 17,0   |
| 14,1   | 15-29 ans    | 13,1   |
| 18,4   | 0-14 ans     | 17,9   |

| Hommes | Classe d’âge | Femmes |
| ------ | ------------ | ------ |
| 1,1    | 90 ou +      | 2,6    |
| 9,2    | 75-89 ans    | 11,9   |
| 19,7   | 60-74 ans    | 20,4   |
| 20,7   | 45-59 ans    | 20     |
| 16,5   | 30-44 ans    | 16,2   |
| 15,2   | 15-29 ans    | 13,2   |
| 17,6   | 0-14 ans     | 15,7   |

### Enseignement
Chaumont-sur-Tharonne est située dans l'académie d'Orléans-Tours. La commune dispose d'une école élémentaire publique, l'école Le Bois Fraisier.

## Économie

### Secteurs d'activité
Le tableau ci-dessous détaille le nombre d'entreprises implantées à Chaumont-sur-Tharonne selon leur secteur d'activité et le nombre de leurs salariés :
|                                                              | total | % com (% dep) | 0 salarié | 1 à 9 salarié(s) | 10 à 19 salariés | 20 à 49 salariés | 50 salariés ou plus |
| ------------------------------------------------------------ | ----- | ------------- | --------- | ---------------- | ---------------- | ---------------- | ------------------- |
| Ensemble                                                     | 148   | 100,0 (100)   | 115       | 26               | 5                | 0                | 2                   |
| Agriculture, sylviculture et pêche                           | 12    | 8,1 (11,8)    | 6         | 6                | 0                | 0                | 0                   |
| Industrie                                                    | 5     | 3,4 (6,5)     | 4         | 1                | 0                | 0                | 0                   |
| Construction                                                 | 14    | 9,5 (10,3)    | 10        | 4                | 0                | 0                | 0                   |
| Commerce, transports, services divers                        | 111   | 75,0 (57,9)   | 92        | 13               | 4                | 0                | 2                   |
| dont commerce et réparation automobile                       | 19    | 12,8 (17,5)   | 14        | 4                | 1                | 0                | 0                   |
| Administration publique, enseignement, santé, action sociale | 6     | 4,1 (13,5)    | 3         | 2                | 1                | 0                | 0                   |
| Champ : ensemble des activités.                              |       |               |           |                  |                  |                  |                     |

Le secteur du commerce, transports et services divers est prépondérant dans la commune (111 entreprises sur 148).
Sur les 148 entreprises implantées à Chaumont-sur-Tharonne en 2016, 115 ne font appel à aucun salarié, 26 comptent 1 à 9 salariés, 5 emploient entre 10 et 19 personnes
Au 1er juillet 2017, la commune est classée en zone de revitalisation rurale (ZRR), un dispositif visant à aider le développement des territoires ruraux principalement à travers des mesures fiscales et sociales. Des mesures spécifiques en faveur du développement économique s'y appliquent également.

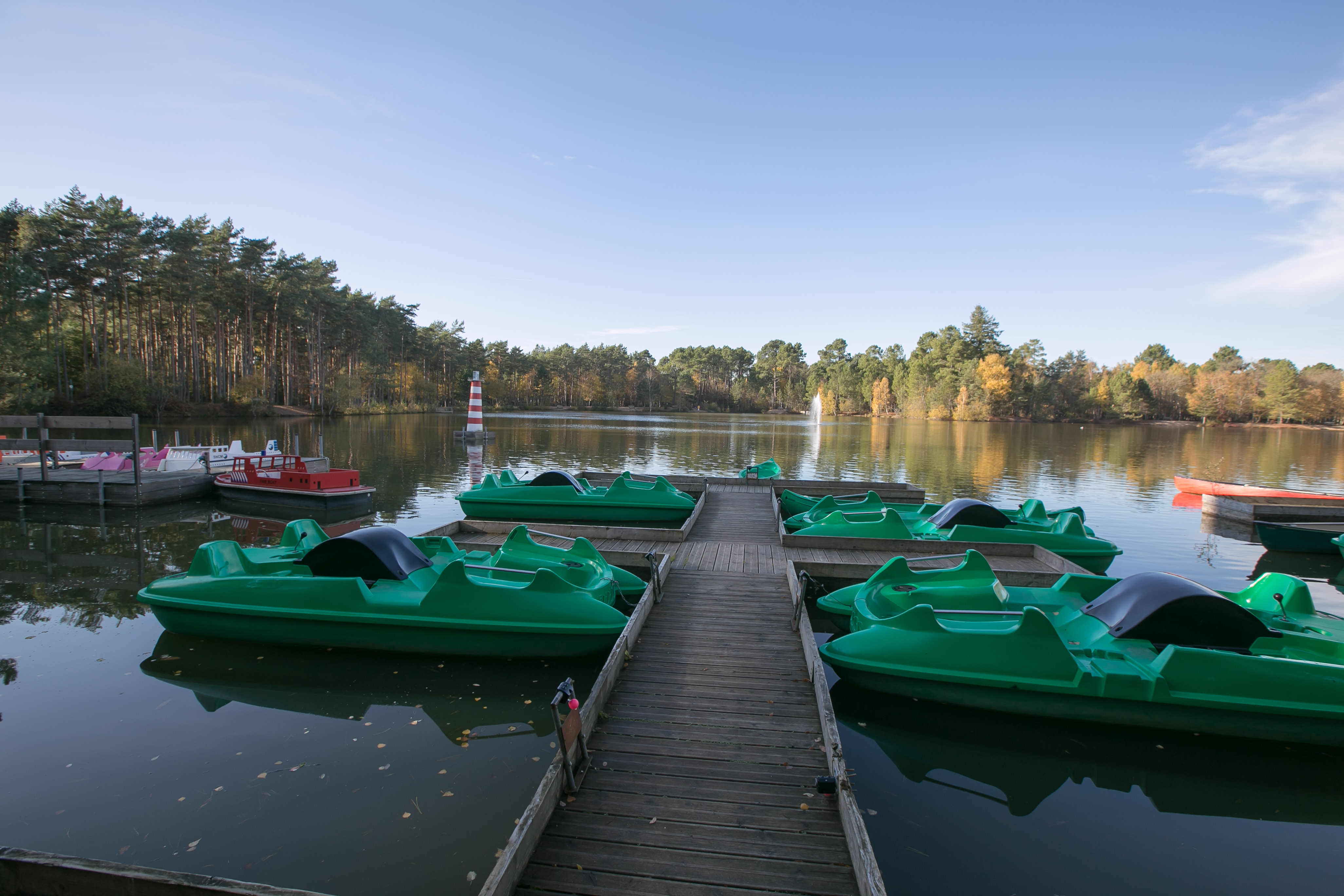
Plan d'eau du Center Parcs "Les Hauts des Bruyères"

Le village abrite le domaine des Hauts de Bruyères, second Center Parcs français, ouvert en 1993. De ce fait, Chaumont-sur-Tharonne est la commune de Loir-et-Cher disposant de la plus grande proportion de résidences secondaires et occasionnelles: 63,32 % du total des logements (851 sur 1 344), au recensement du 1er janvier 2008.

### Agriculture
En 2010, l'orientation technico-économique de l'agriculture dans la commune est la polyculture et le polyélevage. Le département a perdu près d'un quart de ses exploitations en 10 ans, entre 2000 et 2010 (c'est le département de la région Centre-Val de Loire qui en compte le moins). Cette tendance se retrouve également au niveau de la commune où le nombre d'exploitations est passé de 37 en 1988 à 9 en 2000 puis à 9 en 2010. Parallèlement, la taille de ces exploitations augmente, passant de 20 ha en 1988 à 58 ha en 2010.
Le tableau ci-dessous présente les principales caractéristiques des exploitations agricoles de Chaumont-sur-Tharonne, observées sur une période de 22 ans :
|                                      | 1988                 | 2000                 | 2010                 |
| Dimension économique                 | Dimension économique | Dimension économique | Dimension économique |
| ------------------------------------ | -------------------- | -------------------- | -------------------- |
| Nombre d'exploitations (u)           | 37                   | 9                    | 9                    |
| Travail (UTA)                        | 29                   | 13                   | 16                   |
| Surface agricole utilisée (ha)       | 747                  | 330                  | 518                  |
| Cultures                             |                      |                      |                      |
| Terres labourables (ha)              | 542                  | 266                  | 457                  |
| Céréales (ha)                        | 390                  | 101                  | 242                  |
| dont blé tendre (ha)                 | 11                   | s                    | s                    |
| dont maïs-grain et maïs-semence (ha) | 126                  | 29                   | 58                   |
| Tournesol (ha)                       | s                    |                      |                      |
| Colza et navette (ha)                | s                    | s                    |                      |
| Élevage                              |                      |                      |                      |
| Cheptel (UGBTA)                      | 306                  | 245                  | 183                  |

#### Produits labellisés
Le territoire de la commune est intégré aux aires de productions de divers produits bénéficiant d'une indication géographique protégée (IGP) : le vin Val-de-loire, les volailles de l’Orléanais et les volailles du Berry,.

## Culture locale et patrimoine

### Lieux et monuments

#### L'église

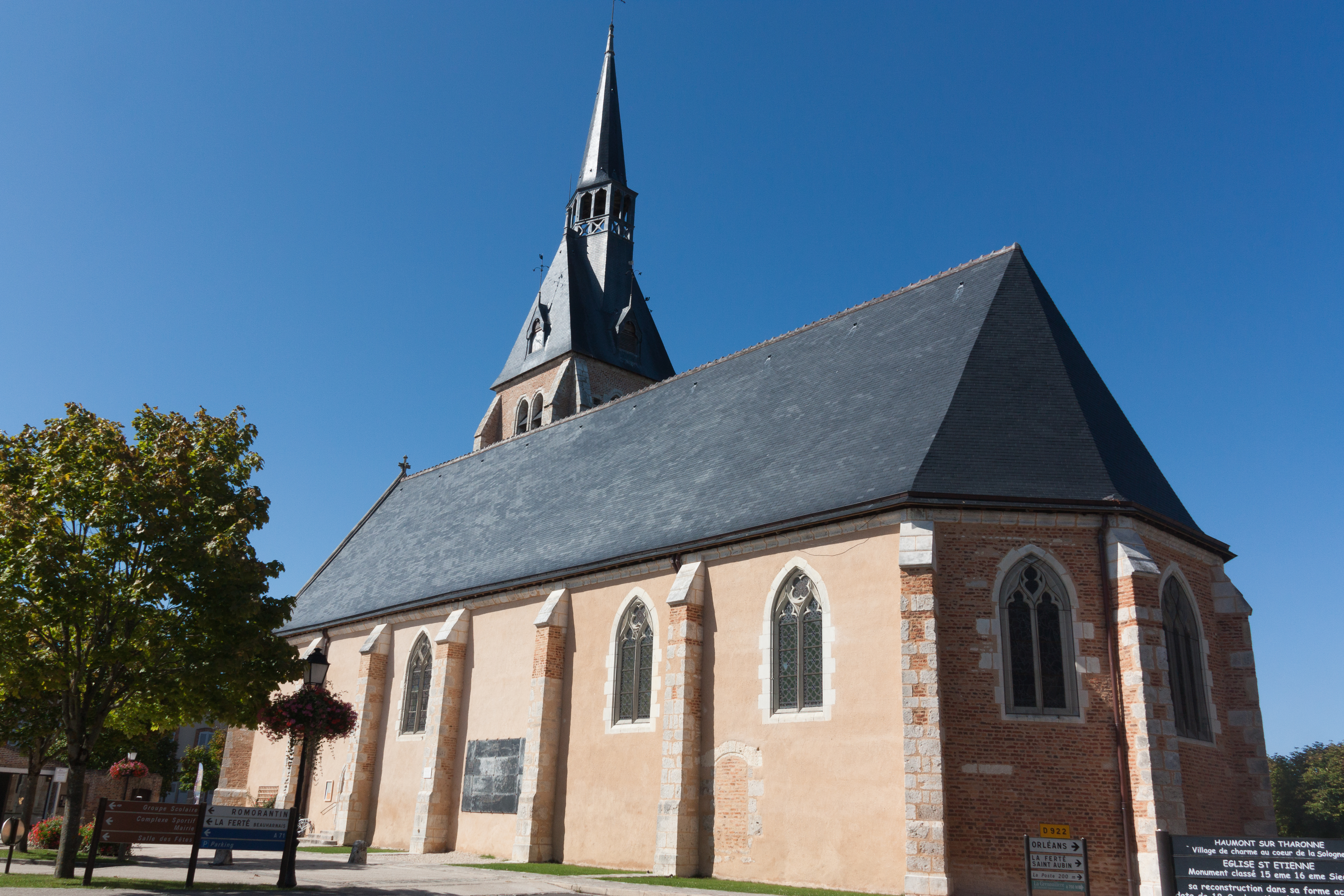
L'église Saint-Étienne.

- Il existait autrefois deux églises à Chaumont-sur-Tharonne, Saint-Georges et Saint-Étienne. Saint-Georges, qui se trouvait au nord de l'église actuelle, a été démolie au XVIIIe siècle après avoir été longtemps désaffectée. Toutes deux, attestées en 1258, dépendaient de l'abbaye bénédictine de Micy-Saint-Mesmin (commune de Saint-Pryvé-Saint-Mesmin, près d'Orléans).
- L'église Saint-Étienne subsiste seule. Elle a été entièrement reconstruite au XVe siècle ou au début du XVIe siècle, avec adjonction d'un clocher et d'une chapelle seigneuriale. Cette église possède des fonts baptismaux et une chaire à prêcher du XVIIe siècle, une table de communion en fer forgé et un autel du XVIIIe siècle, le clocher possède quatre cloches.

#### Le domaine de la Motte
Il est construit sur une motte féodale, mentionné en 1341. Le bâtiment actuel date du XVIIIe siècle. Il fait l'objet d'une inscription au titre des monuments historiques depuis le 27 octobre 2000,.

#### Autres monuments
- L'ancienne prévôté dont le bâtiment principal date du début du XIXe siècle ;
- La Forge ou maison de la Lune date du XVIe siècle et comporte une salle d'exposition d'outils ancestraux.
- Le château de Montevran, construit en 1912, a abrité un parc animalier, ouvert à la fin des années 1950s et fermé en 1981. Le château a été rasé en 1992[70],[71].

### Héraldique
|  | Les armoiries de Chaumont-sur-Taronne se blasonnent ainsi : Taillé : au premier d'or à la tête et col de loup de sable mouvant de la partition, au second de gueules à la porte fortifiée d'argent flanquée de deux tours, le tout maçonné de sable ; au chef d'azur chargé de trois fleurs de lys d'or. |

### Personnalités liées à la commune
- André Tardieu (1876-1945), homme politique, trois fois président du Conseil de la Troisième République entre 1929 et 1932, qui se maria à Chaumont-sur-Tharonne avec madame veuve Blanchard, le 4 juin 1937.
- Louis Blériot (1872-1936), ingénieur, pionnier de l'aviation ayant effectué la première traversée de la Manche (25 juillet 1909), propriétaire du château de Bouchetault.

## Galerie de photographies

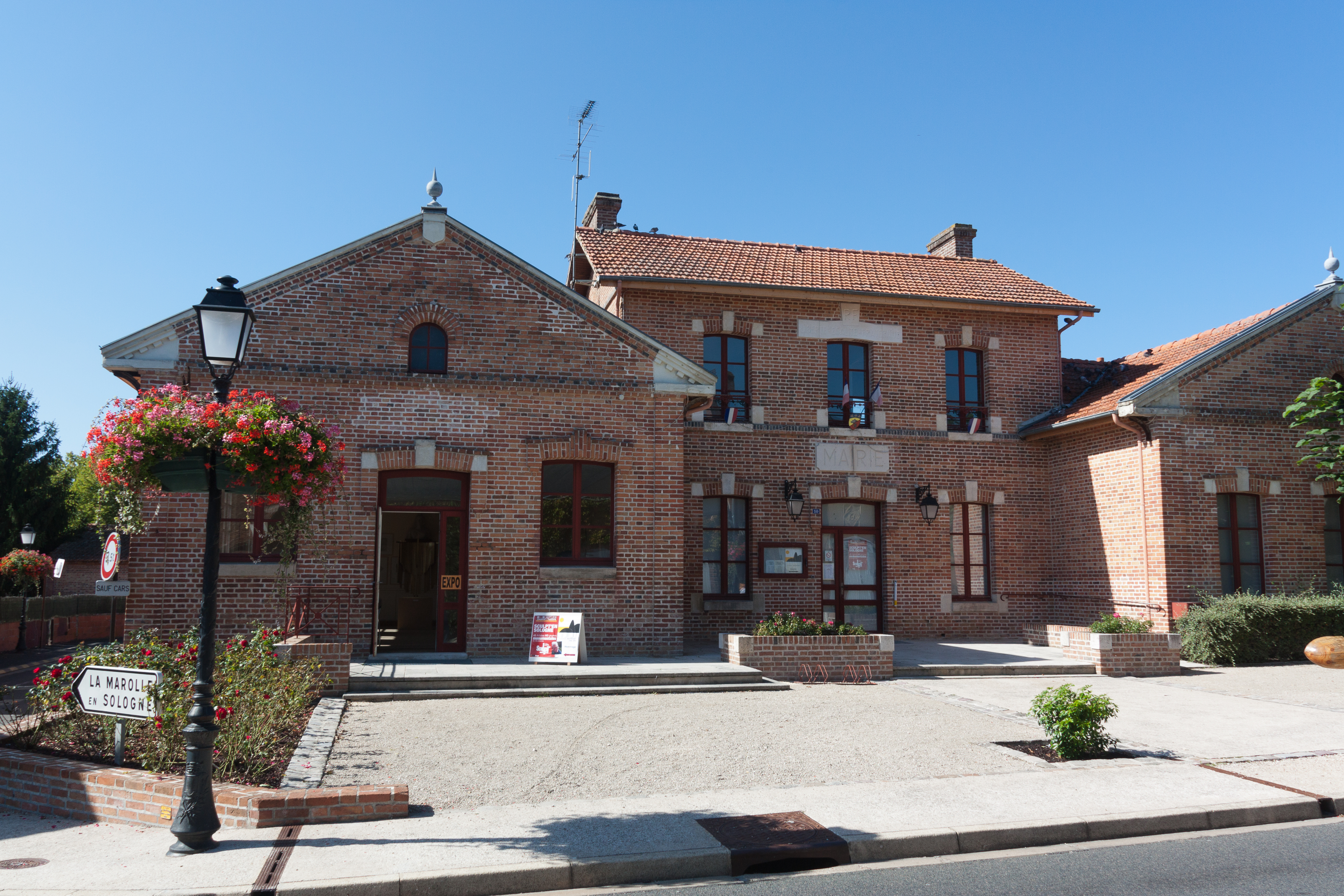
La mairie.
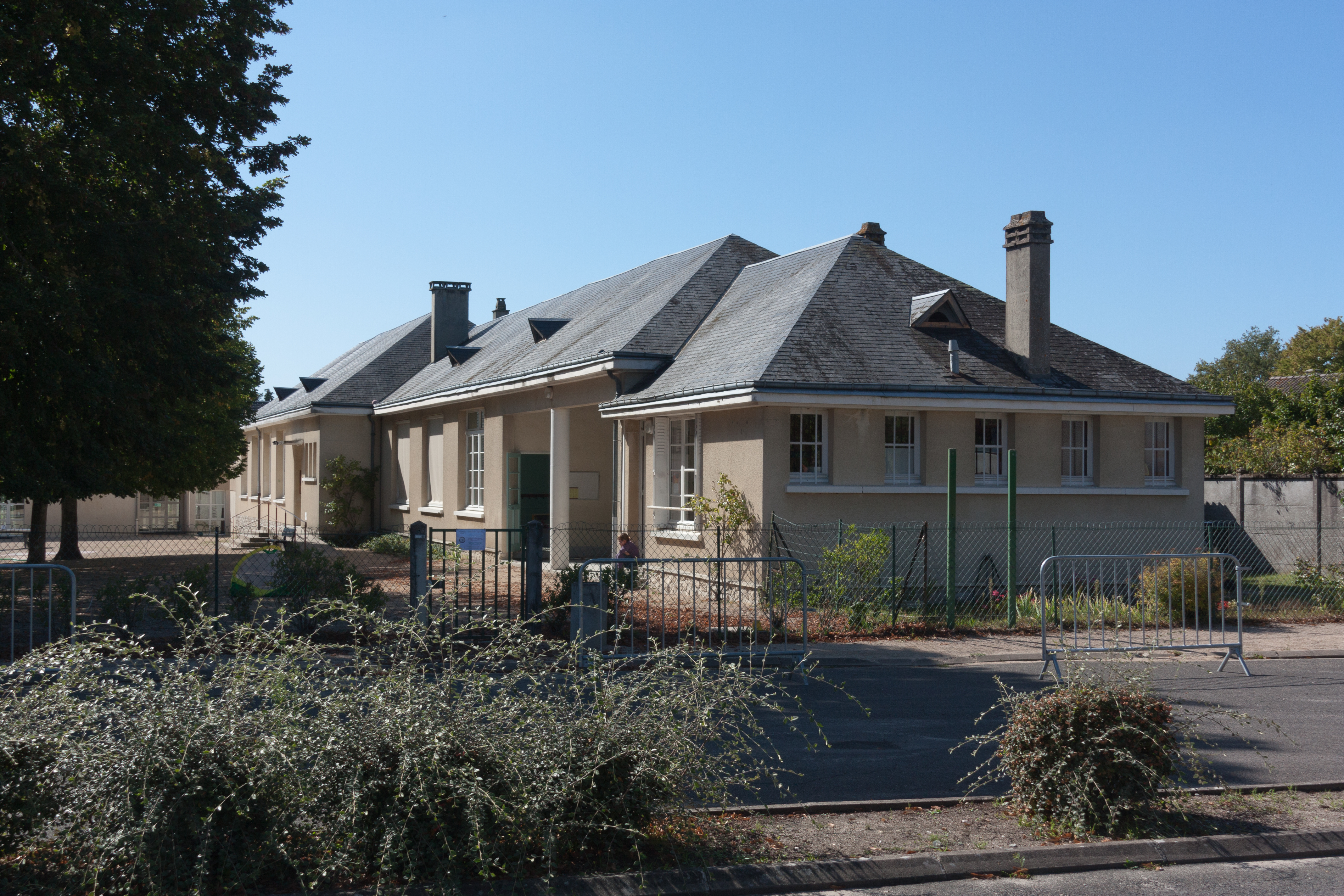
L'école primaire.
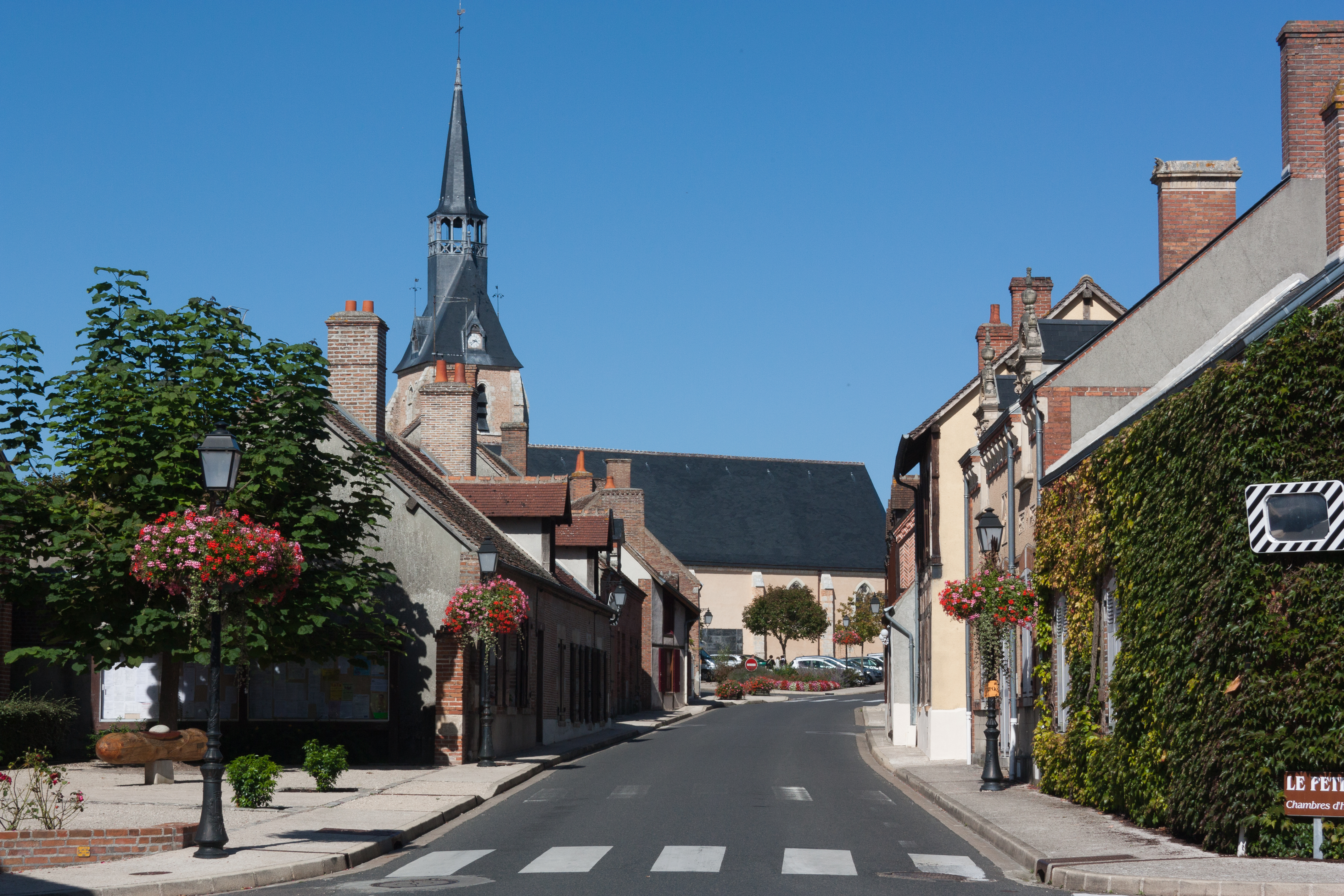
Rue de Romorantin.
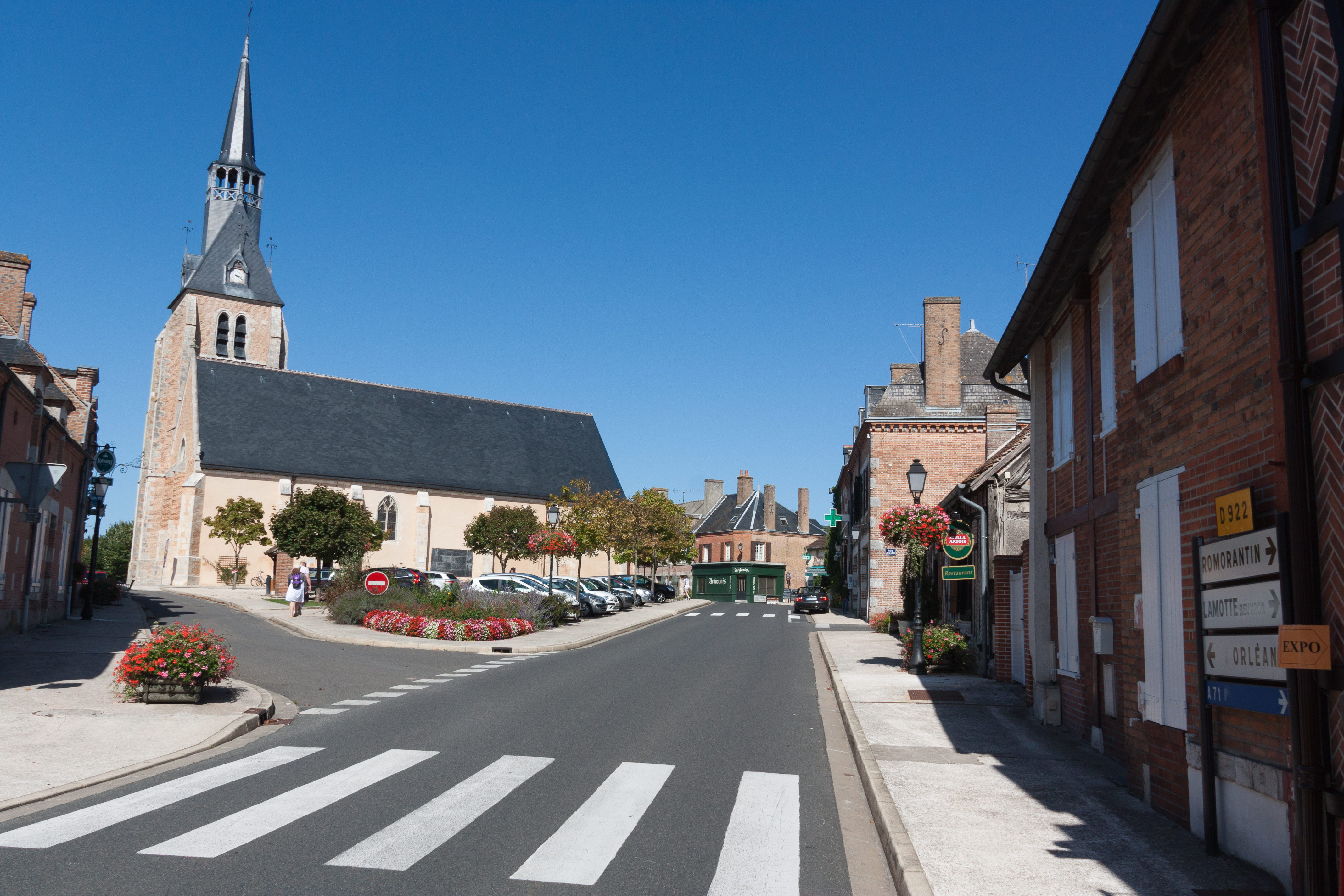
Place Robert-Mottu.
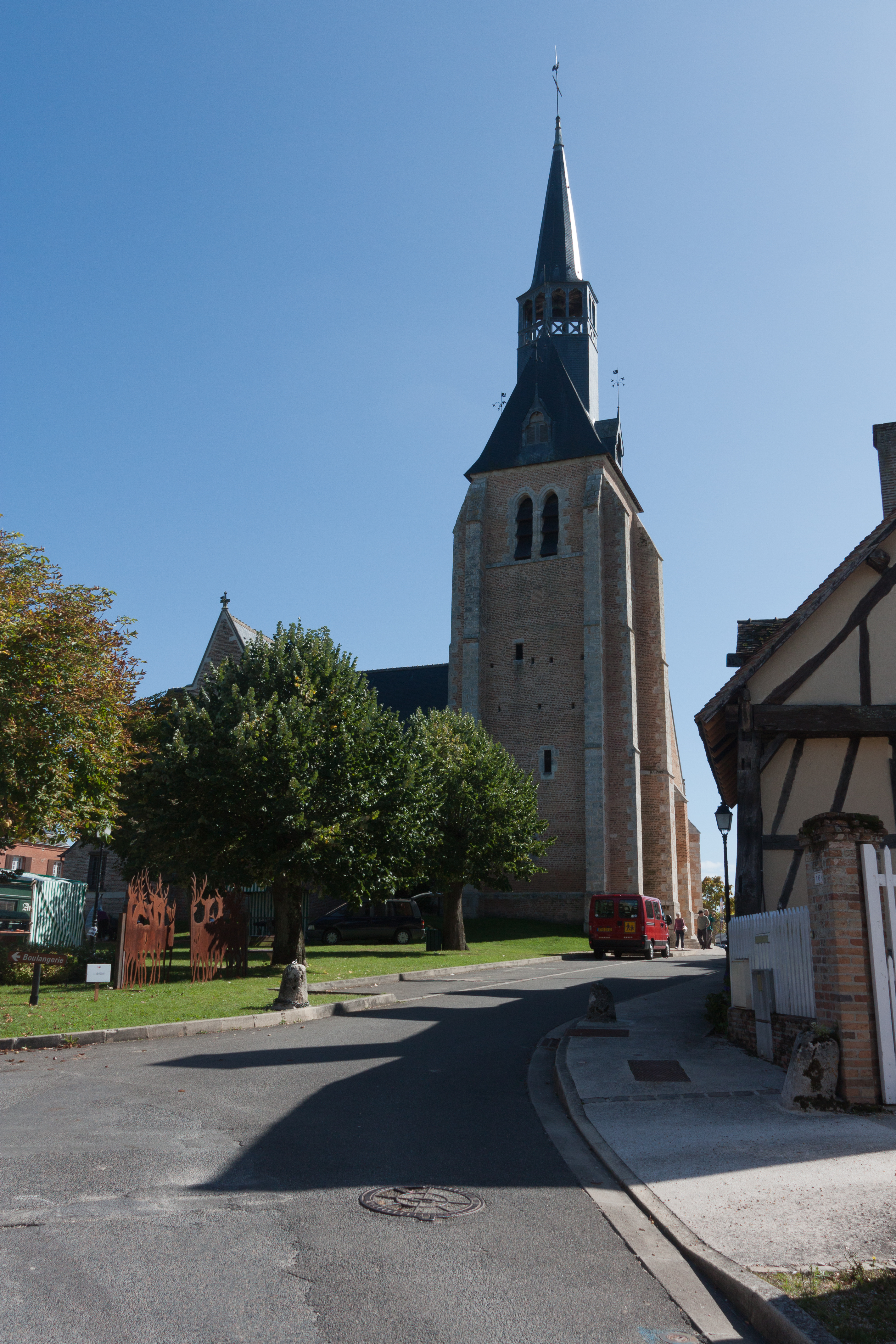
Le clocher.